# Leichtathletik-Jugendasienmeisterschaften 2015
Die 1. Leichtathletik-Jugendasienmeisterschaften fanden vom 8. bis 11. Mai 2015 im Qatar SC Stadium der katarischen Hauptstadt Doha statt.

## Jungen

### 100 m
| Platz | Athlet                 | Land | Zeit (s) |
| ----- | ---------------------- | ---- | -------- |
| 1     | Shen Yu-sen            | TPE  | 10,48    |
| 2     | Yao Tang               | CHN  | 10,60    |
| 3     | Burhan Wardhani        | INA  | 10,81    |
| 4     | Saeed Saad al-Ameeri   | BHR  | 10,88    |
| 5     | Hiroko Kinoshita       | JPN  | 10,89    |
| 6     | Ogsa Agfreansa         | INA  | 10,89    |
| 7     | Jaloliddin Khamrokulov | UZB  | 11,01    |
|       | Herry Hei Wong Cheuk   | HKG  | DSQ      |

8. Mai

### 200 m
| Platz | Athlet                     | Land | Zeit (s) |
| ----- | -------------------------- | ---- | -------- |
| 1     | Shen Yu-sen                | TPE  | 21,69    |
| 2     | Wu Zhitao                  | CHN  | 22,01    |
| 3     | Ogsa Agfreansa             | INA  | 22,16    |
| 4     | A. N. Jeewantha Wijesekara | LKA  | 22,21    |
| 5     | Jaloliddin Khamrokulov     | UZB  | 22,46    |
| 6     | Ezemba Kodai Amanze        | JPN  | 22,70    |
| 7     | Chirag                     | IND  | 22,75    |
| 8     | Muhammad Shabaz            | PAK  | 22,83    |

11. Mai

### 400 m
| Platz | Athlet                      | Land | Zeit (s) |
| ----- | --------------------------- | ---- | -------- |
| 1     | Wu Yuang                    | CHN  | 47,55 PB |
| 2     | Nattapong Kongkraphan       | THA  | 48,02    |
| 3     | Russel Alexander Nasir Taib | MAS  | 49,07    |
| 4     | Esam Ali al-Hamrani         | BHR  | 49,60    |
| 5     | Kim Yun-jae                 | KOR  | 49,74    |
| 6     | Hoshia Umetani              | JPN  | 50,19    |
| 7     | Silzer Yanuard Numberi      | INA  | 50,51    |
| 8     | Alexander Sidorow           | KAZ  | 51,06    |

10. Mai

### 800 m
| Platz | Athlet              | Land | Zeit (min) |
| ----- | ------------------- | ---- | ---------- |
| 1     | Beant Singh         | IND  | 1:52,26    |
| 2     | Mohammed al-Bzaznah | IRQ  | 1:54,92    |
| 3     | Saeed Hassan Olwani | KSA  | 1:55,84    |
| 4     | Hikaru Oya          | JPN  | 1:56,02    |
| 5     | Ahmad al-Chor       | LBN  | 1:57,97    |
| 6     | Chun Leung Ho       | TPE  | 1:59,93    |
| 7     | Wajid Ali           | PAK  | 2:00,21    |
|       | Khaled al-Enezi     | KUW  | DNF        |

9. Mai

### 1500 m
| Platz | Athlet                  | Land | Zeit (min) |
| ----- | ----------------------- | ---- | ---------- |
| 1     | Peng Huang              | CHN  | 4:05,85    |
| 2     | Lee Kyeong-ho           | KOR  | 4:07,08    |
| 3     | Hikaru Oya              | JPN  | 4:07,27    |
| 4     | Mohammed Maamon Rageh   | JEM  | 4:08,92    |
| 5     | Mohammad Bagheritajamir | IRI  | 4:10,5     |
| 6     | Abdulaziz al-Abdi       | JEM  | 4:11,01    |
| 7     | Lui Yuan Chow           | SGP  | 4:11,80    |
| 8     | Alexander Popow         | KAZ  | 4:14,75    |

10. Mai

### 3000 m
| Platz | Athlet               | Land | Zeit (min) |
| ----- | -------------------- | ---- | ---------- |
| 1     | Tadwi Kishan Narshi  | IND  | 8:26,24    |
| 2     | Chihiro Ono          | JPN  | 8:37,29    |
| 3     | Yaser Salem Bagharab | JEM  | 8:37,65    |
| 4     | Zhipeng Liu          | CHN  | 8:46,88    |
| 5     | Abdullah al-Qawbani  | JEM  | 9:18,97    |
| 6     | Ilaman Ereschow      | TKM  | 9:24,09    |
| 7     | Aseel Abdullah       | OMA  | 9:40,26    |
| 8     | Aziz Sujunbajew      | KGZ  | 9:43,26    |

9. Mai

### 10.000 m Bahngehen
| Platz | Athlet                  | Land | Zeit (min) |
| ----- | ----------------------- | ---- | ---------- |
| 1     | Jun Zhang               | CHN  | 44:00,87   |
| 2     | Guo Shuqi               | CHN  | 45:25,93   |
| 3     | Song Yun-hwa            | KOR  | 48:34,39   |
| 4     | Abdulrahman al-Shammari | QAT  | 59:40,45   |
| 5     | Yusuf al-Sabri          | BHR  | 63:26,58   |
|       | Masatora Kawano         | POL  | DNF        |

11. Mai

### 110 m Hürden
| Platz | Athlet                | Land | Zeit (s) |
| ----- | --------------------- | ---- | -------- |
| 1     | Fares Khaled al-Said  | KUW  | 13,92    |
| 2     | Bo Xiaoshuai          | CHN  | 14,02    |
| 3     | Irwan Suadi           | INA  | 14,36    |
| 4     | Ng Ho Ming            | HKG  | 14,56    |
| 5     | Wjatscheslaw Sems     | KAZ  | 14,58    |
| 6     | Jung Jae-min          | KOR  | 14,75    |
| 7     | Jonathan Lai          | HKG  | 15,52    |
| 8     | Faisal Fahad al-Azaki | OMA  | 15,78    |

10. Mai
Wind: −1,6 m/s

### 400 m Hürden
| Platz | Athlet                          | Land | Zeit (s) |
| ----- | ------------------------------- | ---- | -------- |
| 1     | Witthawat Thumcha               | THA  | 52,45    |
| 2     | Darshana Kuamrabatagallalage    | LKA  | 52,88    |
| 3     | Kim Hyun-bin                    | KOR  | 52,93    |
| 4     | Uditha Chandrasena Mingappulige | LKA  | 53,15    |
| 5     | Alischer Pulotow                | TJK  | 54,47    |
| 6     | Muath Ali al-Saad               | KSA  | 54,71    |
| 7     | Wei Bin Ow Yeong                | SGP  | 54,94    |
| 8     | Shokhrukh Baratov               | UZB  | 56,31    |

11. Mai

### 2000 m Hindernis
| Platz | Athlet                  | Land | Zeit (min) |
| ----- | ----------------------- | ---- | ---------- |
| 1     | Muhand Khamis Saifeldin | QAT  | 5:54,34    |
| 2     | Luo Chun                | CHN  | 5:56,99    |
| 3     | Lê Trung Đức            | VIE  | 6:00,59    |
| 4     | Esmaeil Biroondek       | IRI  | 6:10,70    |
| 5     | Ebrahim Mohammed Shabil | JEM  | 6:18,88    |
| 6     | Hussein Haitham Lafta   | IRQ  | 6:22,43    |
| 7     | Raqymschan Kelmanow     | KAZ  | 6:22,91    |
| 8     | Anas Ahmed Sabahi       | KSA  | 6:36,76    |

8. Mai

### Sprint-Staffel (100 m – 200 m – 300 m – 400 m)
| Platz | Land                | Athleten                                                                               | Zeit (s) |
| ----- | ------------------- | -------------------------------------------------------------------------------------- | -------- |
| 1     | Volksrepublik China | Tang Yao Wu Zhitao Zeng Sen Wu Yuang                                                   | 1:53,34  |
| 2     | Indien              | Nuzrat Beant Singh Chirag Chandan Bauri                                                | 1:53,74  |
| 3     | Saudi-Arabien       | Abdulelah Ahmed al-Nashri Saad Ahmed Sabbai Ahmed Saleh Mahda Saeed Hassan Olwani      | 1:55,81  |
| 4     | Hongkong            | Poon Chun Yin Law Tin Kin Wong Cheuk Hei Leung Ho Chun                                 | 1:58,62  |
| 5     | Katar               | Saad Ahmed al-Mannai Abdulla Hassan Abduljalil Ahmed al-Mannai Muhand Khamis Saifeldin | 2:02,10  |
| 6     | Singapur            | Jun Lie Kang Wei Bin Ow Yeong Muhammad Hariz Darajit Yuan Chow Lui                     | 2:02,91  |

11. Mai

### Hochsprung
| Platz | Athlet                           | Land | Höhe (m) |
| ----- | -------------------------------- | ---- | -------- |
| 1     | Ding Shuo                        | CHN  | 2,15     |
| 2     | Roshan Dammika Ranatungage       | LKA  | 2,12     |
| 3     | Hussein Falah Hasan al-Ibraheemi | IRQ  | 2,12     |
| 4     | Tejaswin Shanker                 | IND  | 2,12     |
| 5     | Ushan Thanthrige                 | LKA  | 2,06     |
| 6     | Muhammad Syazwan Ahmad           | MAS  | 2,03     |
| 7     | Huang Jialiang                   | CHN  | 2,00     |
| 8     | Roman Wosnjuk                    | KAZ  | 2,00     |

11. Mai

### Stabhochsprung
| Platz | Athlet                     | Land | Höhe (m) |
| ----- | -------------------------- | ---- | -------- |
| 1     | Yeh Yao-wen                | TPE  | 4,90     |
| 2     | Muntadher Falih Abdulwahid | IRQ  | 4,65     |
| 3     | Teuku Tegar Abadi          | INA  | 4,50     |
| 4     | Kim Yeong-ju               | KOR  | 4,40     |
| 5     | Michail Buda               | KAZ  | 4,00     |
| 6     | Ahmed Abdullah al-Tawfeeq  | KSA  | 3,90     |
| 7     | Sultan Mershid al-Mulla    | QAT  | 3,50     |

10. Mai

### Weitsprung
| Platz | Athlet                | Land | Weite (m) |
| ----- | --------------------- | ---- | --------- |
| 1     | Kim Young-bin         | KOR  | 7,49      |
| 2     | Yugo Sakai            | JPN  | 7,31      |
| 3     | Jose Jerry Belibestre | PHI  | 7,26      |
| 4     | Sonu Kumar            | IND  | 7,13      |
| 5     | Ko Ho Long            | HKG  | 7,06      |
| 6     | Yu Bingcan            | CHN  | 6,83      |
| 7     | Kim Il-hwan           | PRK  | 6,76      |
| 8     | Ma Ka Ho              | HKG  | 6,61      |

9. Mai

### Dreisprung
| Platz | Athlet              | Land | Weite (m) |
| ----- | ------------------- | ---- | --------- |
| 1     | Muhammed Afzal      | PAK  | 15,44     |
| 2     | Chamal K. L. Waduge | LKA  | 15,39     |
| 3     | Sonu Kumar          | IND  | 15,08     |
| 4     | Gao Zhilin          | CHN  | 14,77     |
| 5     | Dmitry Pupkov       | UZB  | 14,23     |
| 6     | Chen Kang           | CHN  | 14,10     |
| 7     | Kim Il-hwan         | PRK  | 14,00     |
| 8     | Ko Ho Long          | HKG  | 15,30     |

10. Mai

### Kugelstoßen
| Platz | Athlet                        | Land | Weite (m) |
| ----- | ----------------------------- | ---- | --------- |
| 1     | Ma Hau-wei                    | TPE  | 19,43     |
| 2     | Ashish Bhalothia              | IND  | 17,76     |
| 3     | Hiroshi Ikegawa               | JPN  | 17,51     |
| 4     | Zhang Xinyue                  | CHN  | 17,16     |
| 5     | Jean Claud George Abou Faycal | LBN  | 17,01     |
| 6     | Du Haonan                     | CHN  | 16,71     |
| 7     | Che Shen-kin                  | TPE  | 16,59     |
| 8     | Ruslan Muratbaj               | KAZ  | 15,47     |

8. Mai

### Diskuswurf
| Platz | Athlet                        | Land | Weite (m) |
| ----- | ----------------------------- | ---- | --------- |
| 1     | Sajjad Hassen Zare            | IRI  | 53,06     |
| 2     | Eric Yee                      | SGP  | 52,55     |
| 3     | Du Haonan                     | CHN  | 48,99     |
| 4     | Zhang Xinyue                  | CHN  | 47,41     |
| 5     | Jean Claud George Abou Faycal | LBN  | 45,04     |
| 6     | Husain al-Saleh               | KUW  | 44,19     |
| 7     | Abdulrahman Jamal Khusaif     | QAT  | 42,41     |
| 8     | Yusuf Nader al-Jlas           | BHR  | 28,96     |

11. Mai

### Hammerwurf
| Platz | Athlet                    | Land | Weite (m) |
| ----- | ------------------------- | ---- | --------- |
| 1     | Xu Wenji                  | CHN  | 75,15     |
| 2     | Ashish Jakhar             | IND  | 71,79     |
| 3     | Miraj Ali                 | IND  | 64,91     |
| 4     | Hamed Ghobran Salahi      | IRI  | 61,69     |
| 5     | Ruslan Saifutdinow        | KAZ  | 58,23     |
| 6     | Yousef Ben Rajab          | KUW  | 57,94     |
| 7     | Rafika Putra              | INA  | 57,68     |
| 8     | Abdulrahman Jamal Khusaif | QAT  | 50,06     |

10. Mai

### Speerwurf
| Platz | Athlet               | Land | Weite (m) |
| ----- | -------------------- | ---- | --------- |
| 1     | Vladyslav Palyunin   | UZB  | 79,11     |
| 2     | Mohd Hadish          | IND  | 75,52     |
| 3     | Abhishek Drall       | IND  | 74,72     |
| 4     | Aleksandr Svechnikov | UZB  | 62,22     |
| 5     | He Tianyi            | CHN  | 59,80     |
| 6     | Hiroshi Ikehawa      | JPN  | 59,30     |
| 7     | Muhtadi Ali al-Ajami | KSA  | 52,80     |
| 8     | Mameed al-Mahruki    | OMA  | 48,19     |

10. Mai

### Zehnkampf
| Platz | Athlet                 | Land | Punkte |
| ----- | ---------------------- | ---- | ------ |
| 1     | Mohamed al-Feras       | KUW  | 6671   |
| 2     | Rajesh R               | IND  | 5867   |
| 3     | Ahmed Yaseen al-Yaseen | KSA  | 5703   |
| 4     | Abdulla Hassan         | QAT  | 5524   |
| 5     | Juma Saleh al-Habsi    | OMA  | 5514   |
| 6     | Mansoor al-Marzooqi    | VAE  | 5304   |
| 7     | Zhang Jiawen           | CHN  | 5170   |
| 8     | Saad Ahmed al-Mannai   | QAT  | 4126   |

8./9. Mai

## Mädchen

### 100 m
| Platz | Athlet              | Land | Zeit (s) |
| ----- | ------------------- | ---- | -------- |
| 1     | Poon Hang Wai       | HKG  | 12,27    |
| 2     | Lea Paul Obeid      | LBN  | 12,32    |
| 3     | Hu Siyu             | CHN  | 12,32    |
| 4     | Sheng Gange         | CHN  | 12,48    |
| 5     | Kamila Nijasowa     | KAZ  | 12,59    |
| 6     | Anna Shimanis       | UZB  | 12,67    |
| 7     | Ayasha Siddika      | BAN  | 12,98    |
|       | Smriti Mahesh Menon | SGP  | DSQ      |

8. Mai

### 200 m
| Platz | Athlet              | Land | Zeit (s) |
| ----- | ------------------- | ---- | -------- |
| 1     | Huang Jiaxin        | CHN  | 24,67    |
| 2     | Sayaka Morita       | JPN  | 25,16    |
| 3     | Kugapriya Chandran  | SGP  | 25,35    |
| 4     | Cấn Thị Thủy        | VIE  | 25,45    |
| 5     | Poon Hang Wai       | HKG  | 25,57    |
| 6     | Sheng Gange         | CHN  | 25,86    |
| 7     | Amirah Aljunied     | SGP  | 25,87    |
| 8     | Karna Abdrachmanowa | KGZ  | 26,66    |

11. Mai

### 400 m
| Platz | Athlet                | Land | Zeit (s) |
| ----- | --------------------- | ---- | -------- |
| 1     | Salwa Eid Naser       | BHR  | 53,00    |
| 2     | Jisna Mathew          | IND  | 53,84    |
| 3     | Shereen Vallabouy     | MAS  | 55,14    |
| 4     | Liang Nuo             | CHN  | 55,57    |
| 5     | Huang Jiaxin          | CHN  | 57,59    |
| 6     | Anastassija Kasjanowa | KAZ  | 58,06    |
| 7     | Anyelika Belova       | UZB  | 59,55    |
|       | Cấn Thị Thủy          | VIE  | DSQ      |

10. Mai

### 800 m
| Platz | Athlet                   | Land | Zeit (min) |
| ----- | ------------------------ | ---- | ---------- |
| 1     | Arina Kleschtschukowa    | KGZ  | 2:14,73    |
| 2     | Misato Kaneko            | JPN  | 2:15,04    |
| 3     | Sara Joe Rafik Kortbawi  | LBN  | 2:19,64    |
| 4     | Anastassija Tschschadylo | KAZ  | 2:22,48    |
| 5     | Lu Wenhui                | CHN  | 2:26,79    |
| 6     | Jekaterina Ikonnikowa    | TKM  | 2:38,15    |
| 7     | Waafiru Fazlaa           | MDV  | 2:50,85    |

10. Mai

### 1500 m
| Platz | Athlet              | Land | Zeit (min) |
| ----- | ------------------- | ---- | ---------- |
| 1     | Dalila Abdulkadir   | BHR  | 4:19,95    |
| 2     | Nozomi Tanaka       | JPN  | 4:25,00    |
| 3     | Dawajila            | CHN  | 4:37,64    |
| 4     | Li Meizhen          | CHN  | 4:38,56    |
| 5     | Tri Yani Pamungkasq | INA  | 4:49,17    |
| 6     | Kim A Jong          | PRK  | 5:04,05    |
| 7     | Natalie Soh         | SGP  | 5:10,97    |
| 8     | Yi Xin Nah          | SGP  | 5:16,29    |

11. Mai

### 3000 m
| Platz | Athlet                  | Land | Zeit (min) |
| ----- | ----------------------- | ---- | ---------- |
| 1     | Fatuma Jewaro Chebsi    | BHR  | 09:30,17   |
| 2     | Xia Yuyu                | CHN  | 09:53,03   |
| 3     | Anumol Thampi           | IND  | 10:24,98   |
| 4     | Sabrieh Jamil Maradat   | JOR  | 10:44,78   |
| 5     | Aleesha P. R.           | IND  | 10:55,70   |
| 6     | Kim Jong-ri             | PRK  | 11:20,66   |
| 7     | Vanessa Lee Ying Zhuang | SGP  | 11:21,04   |
| 8     | Nicole Low Sui Xuan     | SGP  | 11:38,83   |

8. Mai

### 5000 m Bahngehen
| Platz | Athlet               | Land | Zeit (min) |
| ----- | -------------------- | ---- | ---------- |
| 1     | Ma Zhenxia           | CHN  | 23:45,19   |
| 2     | Qiji Zhouma          | CHN  | 24:05,85   |
| 3     | Kana Kimura          | JPN  | 24:59,04   |
| 4     | Jekaterina Schlykowa | KAZ  | 25:24,82   |
| 5     | Jelisaweta Spirina   | KAZ  | 26:13,80   |
|       | Kim Chae-hyun        | KOR  | DSQ        |

9. Mai

### 100 m Hürden
| Platz | Athlet                  | Land | Zeit (s) |
| ----- | ----------------------- | ---- | -------- |
| 1     | Deng Xuelin             | CHN  | 13,62    |
| 2     | Lam Yan Tung            | HKG  | 14,22    |
| 3     | Lin Hsiao-hui           | TPE  | 14,24    |
| 4     | Oryngul Skrijenowa      | KAZ  | 14,27    |
| 5     | Yui Nihomatsu           | JPN  | 14,51    |
| 6     | Yuen Wing Nam           | HKG  | 14,75    |
| 7     | Kamila Nijasowa         | KAZ  | 14,86    |
| 8     | Mubarak Ahmed al-Mannai | QAT  | 15,68    |

9. Mai

### 400 m Hürden
| Platz | Athlet              | Land | Zeit (s) |
| ----- | ------------------- | ---- | -------- |
| 1     | Yamani Dulanjali    | SRI  | 61,27    |
| 2     | Qui Zhangyen        | CHN  | 62,61    |
| 3     | Adelina Achmetowa   | KAZ  | 63,27    |
| 4     | Sabina Umarova      | UZB  | 63,33    |
| 5     | Kamilla Yakubova    | UZB  | 64,18    |
| 6     | Taisha Samadder     | IND  | 65,43    |
| 7     | Jia Rui Celeste Goh | SGP  | 67,46    |
| 8     | Kim Hyang           | PRK  | 72,77    |

11. Mai

### 2000 m Hindernis
| Platz | Athlet               | Land | Zeit (min) |
| ----- | -------------------- | ---- | ---------- |
| 1     | Tian Wanhua          | CHN  | 7:01,06    |
| 2     | Choe Kang-bok        | PRK  | 7:14,88    |
| 3     | Lada Fomina          | KAZ  | 7:16,08    |
| 4     | Swetlana Saunina     | KAZ  | 7:36,81    |
| 5     | Nargisa Toschewa     | TJK  | 7:37,79    |
| 6     | Tria Suryati Ningsih | INA  | 8:06,24    |

10. Mai

### Sprintstaffel (1000 Meter)
| Platz | Land                | Athleten                                                                     | Zeit (min) |
| ----- | ------------------- | ---------------------------------------------------------------------------- | ---------- |
| 1     | Volksrepublik China | Hu Siyu Heng Gange Huang Jiaxin Liang Nuo                                    | 2:13,32    |
| 2     | Kasachstan          | Kamila Nijasowa Adelina Achmetowa Marija Owtschinnikowa Anastassija Xjanowa  | 2:17,72    |
| 3     | Bahrain             | Shaika Mohamed Rabeaa Salwa Eid Naser Dalila Abdulkadir Fatuma Jewaro Chebsi | 2:19,04    |
| 4     | Singapur            | Smriti Mahesh Menon Jia Rui Celeste Goh Kugapriya Chandran Amirah Aljunied   | 2:19,83    |
| 5     | Usbekistan          | Viktoriya Dirdina Anyelika Belova Sabina Umarova Anna Shimanis               | 2:20,78    |
| 6     | Hongkong            | Wong Yuen Nam Lam Yan Tung Yuen Wing Nam Poon Hang Wai                       | 2:24,89    |

11. Mai

### Hochsprung
| Platz | Athlet                | Land | Höhe (m) |
| ----- | --------------------- | ---- | -------- |
| 1     | Safina Saʼdullayeva   | UZB  | 1,74     |
| 2     | Wong Yuen Nam         | HKG  | 1,71     |
| 3     | Nadeschda Dubowizkaja | KAZ  | 1,68     |
| 4     | Tiffany Tang Yi Ching | HKG  | 1,68     |
| 5     | Shakhnoza Beyjigitova | UZB  | 1,68     |
| 6     | Song Keying           | CHN  | 1,65     |
| 7     | Hanna Park            | KOR  | 1,60     |
| 8     | Laimwn Narzary        | IND  | 1,60     |

10. Mai

### Stabhochsprung
| Platz | Athlet                   | Land | Höhe (m) |
| ----- | ------------------------ | ---- | -------- |
| 1     | Anna Danilowskaja        | KAZ  | 3,70     |
| 2     | Devi Ayu Febriana        | INA  | 3,40     |
| 3     | Fatima Othman al-Absi    | QAT  | 2,00     |
|       | Khaloud Masoud al-Jassim | QAT  | NM       |

11. Mai

### Weitsprung
| Platz | Athlet            | Land | Weite (m) |
| ----- | ----------------- | ---- | --------- |
| 1     | Kanae Sugimora    | JPN  | 5,90      |
| 2     | Lee Hui-jin       | KOR  | 5,82      |
| 3     | Zeng Rui          | CHN  | 5,81      |
| 4     | Ye Xiaoqin        | CHN  | 5,74      |
| 5     | Risa Hashimoto    | JPN  | 5,67      |
| 6     | Hala Yousef Rahim | JOR  | 4,44      |

10. Mai

### Dreisprung
| Platz | Athlet                | Land | Weite (m) |
| ----- | --------------------- | ---- | --------- |
| 1     | Marija Owtschinnikowa | KAZ  | 12,81     |
| 2     | Chen Jie              | CHN  | 12,77     |
| 3     | Viktoriya Dirdina     | UZB  | 12,34     |
| 4     | Ye Xiulan             | CHN  | 11,91     |
| 5     | Shahad Qasim Fenjan   | IRQ  | 11,09     |
| 6     | Mubarak al-Mannai     | QAT  | 10,20     |

11. Mai

### Kugelstoßen
| Platz | Athlet               | Land | Weite (m) |
| ----- | -------------------- | ---- | --------- |
| 1     | Liu Ziyue            | CHN  | 16,08     |
| 2     | Lee Yu-ri            | KOR  | 16,00     |
| 3     | Liu Xiuerui          | CHN  | 15,36     |
| 4     | Kim Han-bin          | KOR  | 14,65     |
| 5     | Rika Shindo          | JPN  | 13,59     |
| 6     | Sara Ahmed al-Mannai | QAT  | 12,12     |
| 7     | Hrnie Sahrina        | BRN  | 7,61      |

9. Mai

### Diskuswurf
| Platz | Athlet           | Land | Weite (m) |
| ----- | ---------------- | ---- | --------- |
| 1     | Dong Xiaocen     | CHN  | 45,58     |
| 2     | Fatima al-Hosani | VAE  | 41,80     |
| 3     | Seema            | IND  | 41,14     |
| 4     | Sonal Goyal      | IND  | 38,77     |
| 5     | Jiang Mingyu     | CHN  | 36,84     |

8. Mai

### Hammerwurf
| Platz | Athlet            | Land | Weite (m) |
| ----- | ----------------- | ---- | --------- |
| 1     | Shang Ningyu      | CHN  | 66,59     |
| 2     | Yao Kailun        | CHN  | 60,16     |
| 3     | Amineh Kashiri    | IRI  | 48,25     |
| 4     | Asalhon Muhtorova | UZB  | 47,30     |
| 5     | Nur Laily Azizah  | INA  | 45,75     |
| 6     | Nukra Nikkadamowa | TJK  | 40,38     |

9. Mai

### Speerwurf
| Platz | Athlet               | Land | Weite (m) |
| ----- | -------------------- | ---- | --------- |
| 1     | Yu Yuzhen            | CHN  | 61,97 WYB |
| 2     | Song Linyi           | CHN  | 51,89     |
| 3     | Lee Ga-hui           | KOR  | 50,53     |
| 4     | Lee Hui-jun          | TPE  | 49,47     |
| 5     | Jeong Ji-hye         | KOR  | 46,42     |
| 6     | Sanobar Yerkinova    | UZB  | 42,04     |
| 7     | Jennet Muhamowa      | TKM  | 38,71     |
| 8     | Sara Ahmed al-Mannai | QAT  | 35,00     |

8. Mai

### Siebenkampf
| Platz | Athlet                 | Land | Punkte |
| ----- | ---------------------- | ---- | ------ |
| 1     | Zhou Jingjing          | CHN  | 4242   |
| 2     | Wiktorija Rjasanzewa   | KAZ  | 3909   |
| 3     | Aleksandra Yurkevskaya | UZB  | 3875   |
| 4     | Walentina Potapowa     | KAZ  | 3829   |
| 5     | Farida Madiyarova      | UZB  | 3742   |

10./11. Mai

## Abkürzungen
| - WR = Weltrekord - WJR = Juniorenweltrekord - OR = olympischer Rekord - YOR = olympischer Jugendrekord - AR = Kontinentalrekord - AJR = Juniorenkontinentalrekord - NR = nationaler Rekord - NJR = nationaler Juniorenrekord - CR = Meisterschaftsrekord - MR = Veranstaltungsrekord | - WB = Weltbestleistung - WJB = Juniorenweltbestleistung - WYB = Jugendweltbestleistung - AB = Kontinentbestleistung - AJB = Juniorenkontinentalbestleistung - AYB = Jugendkontinentalbestleistung - NB = nationale Bestleistung - NJR = nationale Juniorenbestleistung - NYB = nationale Jugendbestleistung | - PB = persönliche Bestleistung - SB = persönliche Saisonbestleistung - QB = Qualifikationsbestleistung - WL = Weltjahresbestleistung - WJL = Juniorenweltjahresbestleistung - WYL = Jugendweltjahresbestleistung - DSQ = disqualifiziert (engl. Disqualified) - DNS = Wettkampf nicht angetreten (engl. Did Not Start) - DNF = Wettkampf nicht beendet (engl. Did Not Finish) |

## Medaillenspiegel
| Medaillenspiegel (Stand nach 40 von 40 Entscheidungen) | Medaillenspiegel (Stand nach 40 von 40 Entscheidungen) | Medaillenspiegel (Stand nach 40 von 40 Entscheidungen) | Medaillenspiegel (Stand nach 40 von 40 Entscheidungen) | Medaillenspiegel (Stand nach 40 von 40 Entscheidungen) | Medaillenspiegel (Stand nach 40 von 40 Entscheidungen) |
| Platz                                                  | Land                                                   | Gold                                                   | Silber                                                 | Bronze                                                 | Gesamt                                                 |
| ------------------------------------------------------ | ------------------------------------------------------ | ------------------------------------------------------ | ------------------------------------------------------ | ------------------------------------------------------ | ------------------------------------------------------ |
| 01                                                     | Volksrepublik China                                    | 16                                                     | 11                                                     | 5                                                      | 42                                                     |
| 02                                                     | Chinesisch Taipeh                                      | 4                                                      | 0                                                      | 1                                                      | 5                                                      |
| 03                                                     | Kasachstan                                             | 3                                                      | 2                                                      | 3                                                      | 8                                                      |
| 04                                                     | Bahrain                                                | 3                                                      | 0                                                      | 1                                                      | 4                                                      |
| 05                                                     | Indien                                                 | 2                                                      | 6                                                      | 6                                                      | 14                                                     |
| 06                                                     | Usbekistan                                             | 2                                                      | 0                                                      | 2                                                      | 4                                                      |
| 07                                                     | Kuwait                                                 | 2                                                      | 0                                                      | 0                                                      | 2                                                      |
| 08                                                     | Japan                                                  | 1                                                      | 5                                                      | 3                                                      | 9                                                      |
| 09                                                     | Südkorea                                               | 1                                                      | 3                                                      | 3                                                      | 7                                                      |
| 10                                                     | Sri Lanka                                              | 1                                                      | 3                                                      | 0                                                      | 4                                                      |
| Gesamt                                                 | Gesamt                                                 | 40                                                     | 40                                                     | 41                                                     | 121                                                    |